# Agrotis mesotoxa
Agrotis mesotoxa là một loài bướm đêm thuộc họ Noctuidae. Nó là loài đặc hữu của Kauai, Maui và Hawaii.